# Ben 10: Alien Force
Ben 10: Alien Force — компьютерная игра, основанная на одноимённом американском мультсериале. Игра была разработана компаниями Monkey Bar Games и 1st Playable Productions и издана компанией D3 Publisher 28 октября 2008 года в Северной Америке и 20 ноября 2008 года в Европе.

## Сюжет
Протагонистом в игре является 15-летний Бен Теннисон (англ. Ben Tennyson), который обладает инопланетными часами Омнитрикс (англ. Omnitrix). Другими игровыми персонажами являются 16-летний Кевин Э. Левин и 15-летняя Гвен Теннисон. Вы деретесь с помощью 5 инопланетян (Пламенный, Крылатый, Обезьяна-Паук, Лучистый, Гумангозавр) с «Вечными Рыцарями», Чистопородными, Гибридами.